# Elsinoë proteae
Elsinoë proteae är en svampart som beskrevs av Crous & L. Swart 2001. Elsinoë proteae ingår i släktet Elsinoë och familjen Elsinoaceae.   Inga underarter finns listade i Catalogue of Life.